# Apelação (Loures)
Apelação é uma povoação portuguesa do Município de Loures que foi sede da extinta Freguesia de Apelação, freguesia que tinha 1,41 km² de área e 5 647 habitantes (2011), e, por isso, uma densidade populacional de 4 005 h/km². 
A Freguesia de Apelação foi extinta, em 2013, tendo sido agregada às Freguesias de Camarate e Unhos para criar a nova freguesia denominada União das Freguesias de Camarate, Unhos e Apelação.

## Geografia
Localizada na transição da região oriental do município para a várzea de Loures, a Apelação confinava com as antigas freguesias de Camarate, a sul, Frielas, a oeste, e Unhos, a norte e a leste.
Incluí, para além do centro da povoação, relativamente diminuto, os bairros das Areias, de Nossa Senhora da Conceição, do Moinho de Vento, do Olival dos Frades, do Sol Avesso e da Quinta da Fonte.

## População
| População da freguesia da Apelação | População da freguesia da Apelação | População da freguesia da Apelação | População da freguesia da Apelação | População da freguesia da Apelação | População da freguesia da Apelação | População da freguesia da Apelação | População da freguesia da Apelação | População da freguesia da Apelação | População da freguesia da Apelação | População da freguesia da Apelação | População da freguesia da Apelação | População da freguesia da Apelação | População da freguesia da Apelação | População da freguesia da Apelação |
| ---------------------------------- | ---------------------------------- | ---------------------------------- | ---------------------------------- | ---------------------------------- | ---------------------------------- | ---------------------------------- | ---------------------------------- | ---------------------------------- | ---------------------------------- | ---------------------------------- | ---------------------------------- | ---------------------------------- | ---------------------------------- | ---------------------------------- |
| 1864                               | 1878                               | 1890                               | 1900                               | 1911                               | 1920                               | 1930                               | 1940                               | 1950                               | 1960                               | 1970                               | 1981                               | 1991                               | 2001                               | 2011                               |
| 283                                | 266                                | 298                                | 334                                | 340                                | 402                                | 410                                | 463                                | 573                                | 923                                | 1 515                              | 2 604                              | 3 419                              | 6 043                              | 5 647                              |

Nos anos de 1864 e 1878 pertencia ao concelho dos Olivais, extinto por decreto de 22/07/1886

## História

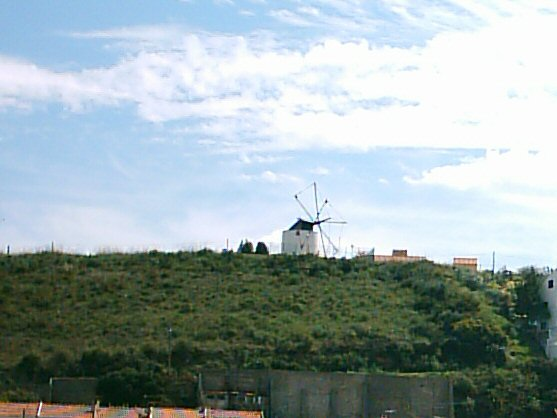
Moinho de vento da Apelação.

O nome Apelação parece derivar do facto de o povo, aquando de uma terrível peste que assolou Lisboa e o seu Termo, ter apelado para a protecção de Nossa Senhora da Encarnação. Na sequência deste acontecimento, foi erigida uma capela em sua honra, e a Apelação separar-se-ia de Unhos em finais do século XVI (em parte, também devido à sua distância da sede). No entanto, continuaria a pagar dízimos a esta freguesia até à extinção completa desse velho imposto senhorial, com as reformas liberais de Mouzinho da Silveira, em 1834.
Era freguesia do concelho (atual município) de Loures desde a sua instituição, em 1886. Antes fizera parte do concelho de Santa Maria dos Olivais (1852) e do Termo de Lisboa. Foi pertença da Casa de Bragança e da Ordem de Malta.
Embora seja uma povoação com construção essencialmente moderna e, em muitos casos, clandestina, destaca-se ainda assim, entre o património cultural construído, o Moinho de Vento, monumento que se tornou ex-líbris da antiga freguesia.

## Património
- Quinta da Fonte (Loures) ou Casa da Cultura da Apelação
- Moinho da Apelação

## Heráldica
A Apelação usa desde 2004 a seguinte bandeira e brasão de armas:
Um escudo de azul, com uma armação de moinho de ouro, cordoada do mesmo e vestida de prata, acompanhada por dois ramos de oliveira do mesmo, frutados de ouro, tudo alinhado em faixa. Em chefe, uma coroa mariana de ouro, com pedraria de verde. Em campanha, duas mãos de prata erguidas em apelo. Uma coroa mural de prata de três torres. Um listel branco, com a legenda de negro, em maiúsculas: «APELAÇÃO». Bandeira de amarelo; cordões e borlas de ouro e azul.
A simbologia apresenta-se bastante expressiva: a armação de moinho evoca o símbolo da freguesia; os ramos de oliveira, as riquezas vegetais desta terra, onde outrora eram abundantes os olivais; a coroa mariana, o seu orago; as mãos erguidas em posição de apelo indicam claramente a origem do topónimo (são peças falantes do escudo).

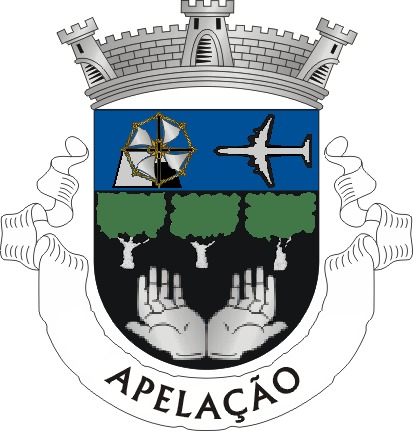
Antigo brasão da Apelação.

Anteriormente, a Apelação usava o seguinte brasão:
Um escudo de negro, com três oliveiras arrancadas de prata e folhadas de verde, alinhadas em faixa. Chefe cozido de azul, carregado, à dextra, de um moinho de prata, com a respectiva armação de negro, cordoada do mesmo e vestida de prata, e à sinistra, de um avião de prata, volvido, em cortesia. Em contra-chefe, duas mãos de prata erguidas em apelo. Coroa mural de prata de três torres. Um listel branco, com os dizeres de negro, em maiúsculas: «APELAÇÃO».